# Arida

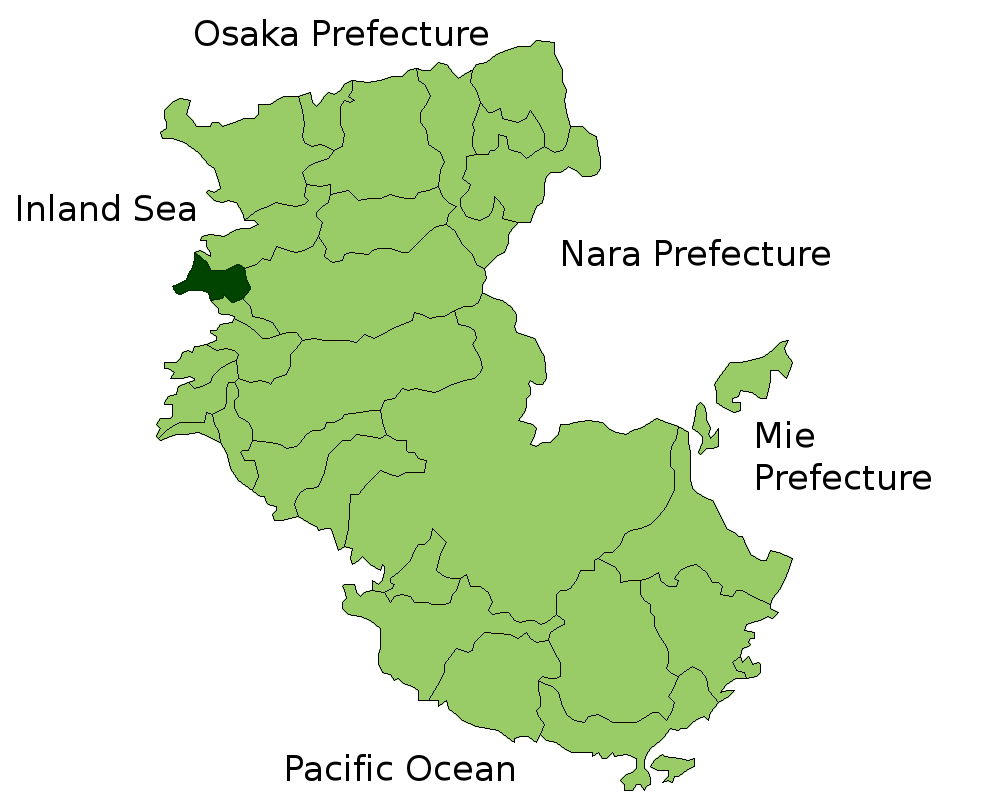

Arida (有田市 Arida-shi?) este un municipiu din Japonia, prefectura Wakayama.